# Terțiar
Terțiarul este un termen folosit anterior pentru o perioadă geologică care s-a întins de acum circa 65 milioane ani până acum  2,58 milioane de ani în urmă, perioadă de timp între Mezozoic și Cuaternar. Terțiarul nu mai este recunoscut ca unitate formală de către Comisia internațională de stratigrafie, însă cuvântul este încă folosit pe scară largă. Comisia internațională de stratigrafie a regrupat în era Cenozoică, ceea ce corespundea anterior fostelor erei Terțiar și Cuaternar. Epoca Cenozoică acoperă astfel intervalul de acum 66 de milioane în urmă până în prezent.
Limita de 2,58 milioane de ani dată pentru sfârșitul fostei erei terțiare a ținut cont de ratificarea definiției perioadei cuaternare și de redefinirea bazei epocii Pleistocen.. Această eră geologică era împărțită în perioadele Paleogen și Neogen. Perioada a început odată cu decesul dinozaurilor non-aviari în timpul Extincției Cretacic-Paleogen, la începutul Erei Cenozoice, și s-a extins până la începutul glaciațiunii cuaternare de la sfârșitul Epocii Pliocen.

## Termen
Termenul Terțiar a fost folosit pentru prima dată de geologul italian Giovanni Arduino la mijlocul secolului al XVIII-lea. El a clasificat timpul geologic în perioade primitive (primare), secundare și terțiare pe baza observațiilor geologice din nordul Italiei.  Mai târziu, a fost adăugată o a patra perioadă, Cuaternar.
În 1828, Charles Lyell a încorporat o perioadă Terțiară în propriul său sistem de clasificare mult mai detaliat. El a împărțit perioada Terțiară în patru epoci, în funcție de procentul de moluște fosile care seamănă cu speciile moderne găsite în aceste straturi. Charles Lyell a folosit nume grecești: Eocen, Miocen, Pliocen Vechi și Pliocen Nou.
Deși aceste diviziuni păreau adecvate pentru regiunea căreia i-a fost aplicate denumirile originale (părți din Alpii și câmpiile Italiei), atunci când același sistem a fost extins ulterior și în alte părți ale Europei și Americii, s-a dovedit inaplicabil. Prin urmare, utilizarea de moluște a fost abandonată din definiție, iar epocile au fost redenumite și redefinite.